# 魔法のきのこを求めて

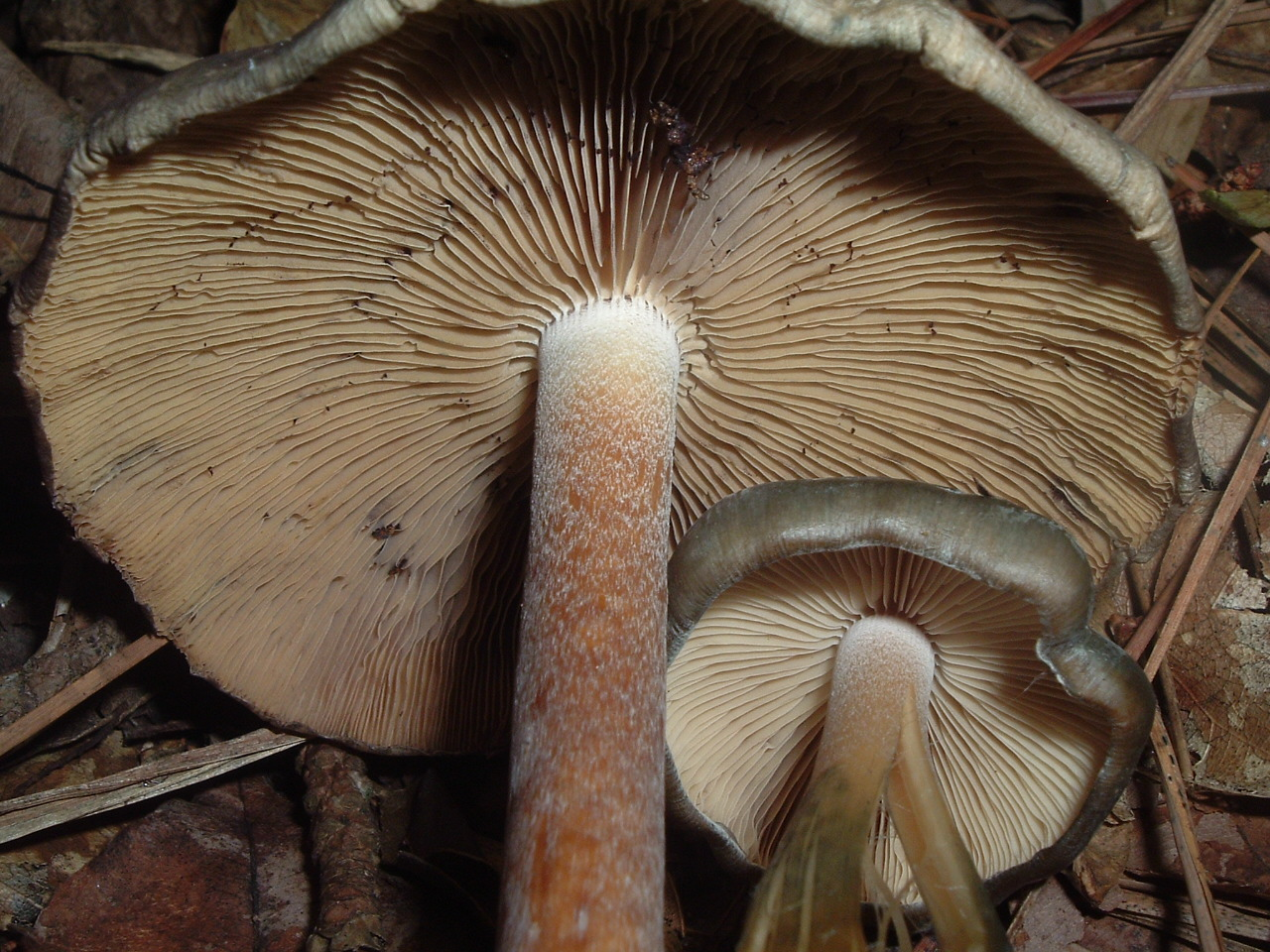
Psilocybe caerulescens var. caerulescens。ワッソンは1955年6月29日この種のキノコを摂取した。その体験は1957年にエッセイの元となった。

『魔法のきのこを求めて』(原題 Seeking the Magic Mushroom)は、1957年のフォトエッセイで、アマチュアの真菌学者であるロバート・ゴードン・ワッソンが、1955年にメキシコのオアハカ州のマサテコ族の儀式にて、マジックマッシュルームを服用した際の体験記である。ワッソンは西洋世界で初めて、マサテカの儀式に参加しシビレタケ属(Psilocybe)の向精神作用を記した人物の1人である。
本作にはアラン・リチャードソンによる写真と、フランスの植物学者でフランス国立自然史博物館の館長のロジェ・エイムによって収集されたシビレタケ属のイラストも載せられている。文章は一人称話法で記され、『ライフ』誌の連載「大冒険」の第3部として、5月13日号に15ページの記事としてはじめて掲載された。日本語訳は2010年。
本作は同時期に出版されたキノコについての3作品のひとつである。先行する限定販売の『キノコ―ロシアの歴史』（未訳、Mushrooms, Russia and History）は、ワッソンと彼の妻ヴァレンティーナ・パヴロヴナ・ワッソンによる2巻の著書である。この第1巻に本項で扱うキノコの概要が記されている『ライフ』誌に続いて、6日後の『ディスウィーク』誌では、妻へのインタビュー「わたしは聖なるキノコを食べた」（I Ate the Sacred Mushroom）が掲載された。ワッソンの要望に反して『ライフ』の編集者は「マジックマッシュルーム」の言葉を使い、そして大衆文化の間で使われることとなる。本作は、アメリカ合衆国の初期の1960年代の対抗文化に影響を与えて多くのヒッピーがキノコ探しにメキシコに旅立つことになり、その1人にはティモシー・リアリーも含まれる。1970年代には、ワッソンは注目を集めた本作により、マサテカ文化と儀式に汚染がもたらされることへの懸念を表明した。

## 背景

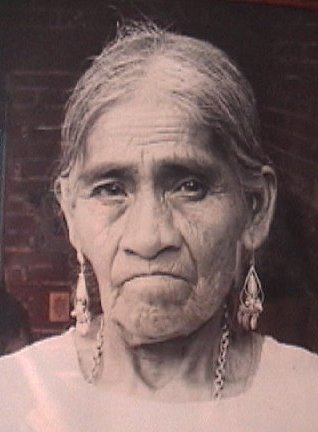
メキシコでの儀式を行ったマリア・サビーナ。

ワッソンは最初、1927年のキャッツキル山地への新婚旅行中に真菌学に興味を抱いた。妻のヴァレンティーナ・パヴロヴナ・ワッソンはロシアの土着のモスクワ人だが、森でキノコを同定したり収集しており、その存在に感謝の念を抱いていた。そしてワッソンはそのことにうんざりしていた。すべての善良なアングロサクソン人のように、菌類の世界について無知で、腐った危ない突起物だと思っていたということである。そうしたことが、キノコへのワッソンの興味のきっかけとなり、民族菌類学の分野への後の貢献につながった。
1952年にイギリスの詩人のロバート・グレーヴスは、ワッソンに手紙を送り、その手紙の中ではアメリカの民族植物学者のリチャード・エヴァンズ・シュルテスが、16世紀にメソアメリカにおけるキノコの儀式的な使用について論じた記事が引用されていた。現代において最初に儀式が観察されたのは1938年のことで、アメリカの人類学者のジャン・バセット・ジョンソンによって、メキシコのオアハカ地域のシエラマサテカにおけるワウトラ・デ・ヒメネスでのことである。
ワッソンによるキノコ探しのためのメキシコへの探訪は1953年に始まった。1955年のワウトラ・デ・ヒメネスの街への旅行中、ワッソンとニューヨークの写真家のアラン・リチャードソンは、「クランデロ」（治療を行うシャーマン）のマリア・サビーナと共にキノコの儀式に参加し、そして「聖なるキノコを食べた歴史上初の白人」だとワッソンに言わせることになった。もちろん聖なるキノコを食べた最初の白人であるかを確かに知る方法はない。がしかし、アルバート・ホフマンは、おそらくそうであろうと記している。ワッソンは、幾何学模様を見てから、それが宝石で飾られた宮殿の玄関となり、空想上の動物がおり美しい世界を見たが、観察者として客観的に観察しなければならず、その体験は後に『キノコ―ロシアの歴史』に描写された。
1956年にニューヨークのセンチュリー・クラブで昼食をとっている際に、『タイム』の編集者がその話に興味を持ったということである。

## さらに読む
- Wasson, R. Gordon. 1961. The Hallucinogenic Fungi of Mexico: an inquiry into the origins of the religious idea among primitive peoples. Botanical Museum Leaflets, Harvard University 19: 137–162.
- Wasson, R. Gordon, Hofmann, Albert, Ruck, Carl A. P. 1978. The Road to Eleusis: Unveiling the Secret of the Mysteries. New York: Harcourt, Brace Jovanovich. ISBN 0-15-625279-1